# 푸아티에 대학교

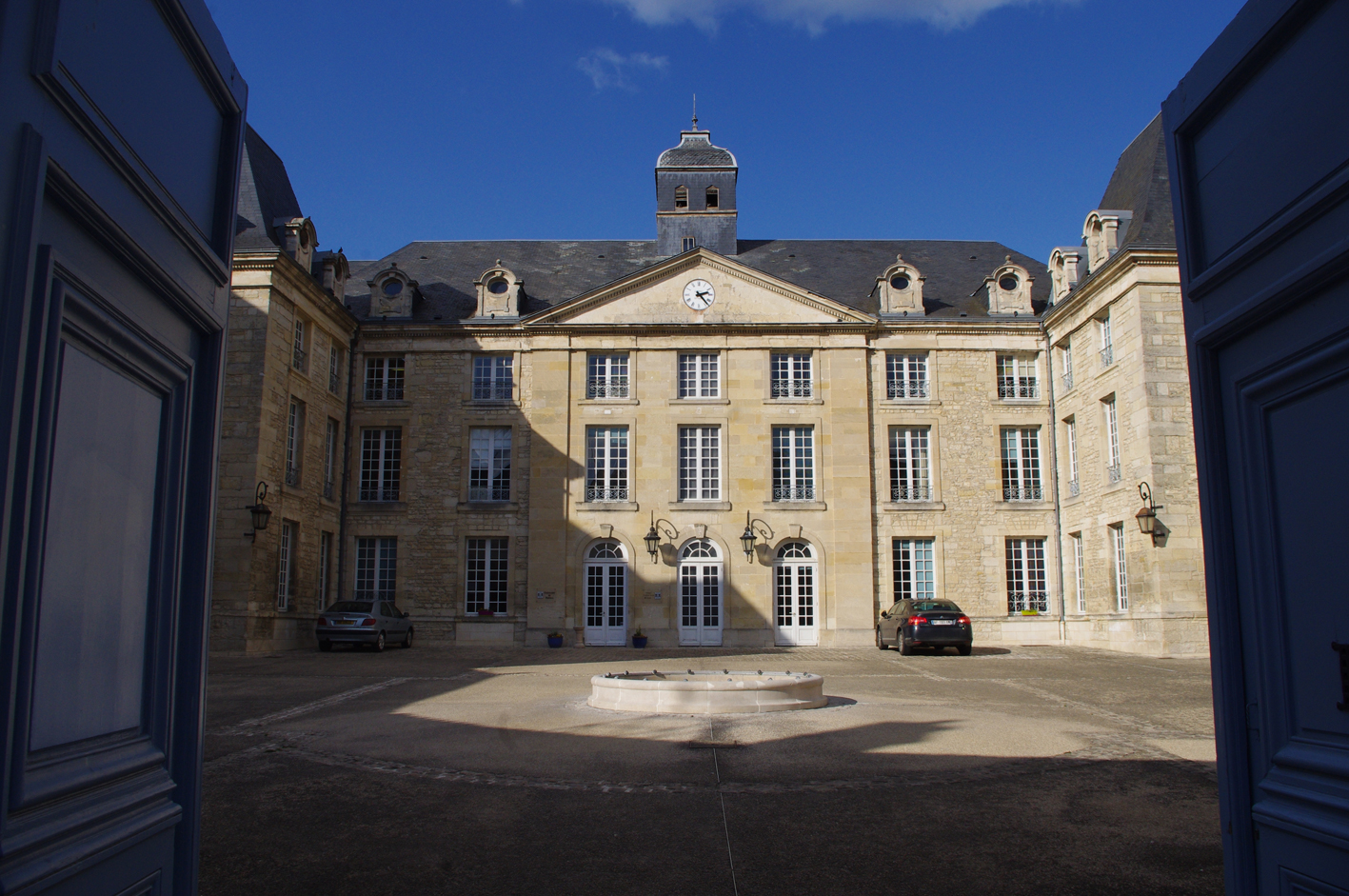

푸아티에 대학교(UP, 프랑스어: Université de Poitiers, 영어: University of Poitiers)는 프랑스 푸아티에에 위치한 공립 대학이다. 코임브라 그룹에 소속되어 있다. 다양한 학문 분야를 아우르는 이 학교는 2017년에 약 28,000명의 학생을 맞이하여 푸아티에를 프랑스에서 학생/주민 비율이 가장 높은 도시로 만드는 데 기여하고 있다.
푸아티에 대학교는 연간 약 1억 5천만 유로의 글로벌 운영 예산을 보유하고 있으며, 그 중 1/3은 운영 및 투자 비용이고 2/3는 인건비이다. 2015년 7월 기준 지역 대학 협회인 레오나르도 다 빈치 통합 대학 소속이다.